# Arryn Siposs
(en) Statistiques sur pro-football-reference
Arryn Siposs, né le 25 novembre 1992 à Melbourne dans l'état de Victoria, est un joueur professionnel australien de football américain jouant au poste de Punter dans la National Football League (NFL) pour la franchise des Eagles de Philadelphie.
Auparavant, il a joué au football australien en tant que professionnel pour le St Kilda Football Club dans l'Australian Football League (AFL) (2010-2015),,. Il joue ensuite au football américain universitaire pour les Tigers d'Auburn dans la NCAA Division I FBS pendant deux saisons (2018-2019).
Arryn Siposs a des racines hongroises.

## Carrière dans la NFL

### Lions de Détroit
Non sélectionné lors de la draft 2020 de la NFL, il signe le 25 avril 2020 un contrat avec les Lions de Détroit mais n'intègre que son équipe d'entraînement,.

### Eagles de Philadelphie
Le 13 janvier 2021, il est engagé par les Eagles de Philadelphie. Siposs fait ses débuts dans la NFL le 12 septembre 2021 lors du match contre les Falcons d'Atlanta. Au terme de sa première saison, il totalise 55 punts pour une distance totale de 2 416 yards avec une moyenne de 43,93 yards par punt.
Siposs se blessé à la cheville lors de la 14e semaine de la saison 2022 14 et est placé sur la liste des réservistes blessés. Son bilan est alors de 44 punts pour une distance totale de 2 005 yards avec une moyenne de 45,57 yards par punt. Il se rétablit à temps pour disputer le Super Bowl LVII perdu contre les Chiefs de Kansas City. Il y effectue deux punts. Son deuxième, effectué au 4e quart temps lorsque les Eagles avaient un point de retard, est retourné par Kadarius Toney sur 65 yards jusqu'à la ligne des 5 yards.

## Statistiques
| Année       | Équipe          | Statut      | MJ |        | Punt  | Punt | Punt |
| Année       | Équipe          | Statut      | MJ | Tentés | Yards | Moy. |      |
| 2018        | Tigers d'Auburn | So.         | 13 | 056    | 2 476 | 44,2 |      |
| 2019        | Tigers d'Auburn | Jr.         | 13 | 061    | 2 674 | 43,8 |      |
| Totaux NCAA | Totaux NCAA     | Totaux NCAA | 26 | 117    | 5 150 | 44,0 |      |

| Année      | Équipe                 | MJ |                 | Punt            | Punt            | Punt |
| Année      | Équipe                 | MJ | Tentés          | Yards           | Moy.            |      |
| 2021       | Eagles de Philadelphie | 17 | 55              | 2416            | 43,9            |      |
| 2022       | Eagles de Philadelphie | 13 | 44              | 2005            | 45,6            |      |
| 2023       | Eagles de Philadelphie | ?  | Saison en cours | Saison en cours | Saison en cours |      |
| Totaux NFL | Totaux NFL             | 30 | 99              | 4421            | 44,7            |      |

| Année      | Équipe                 | MJ |        | Punt  | Punt | Punt |
| Année      | Équipe                 | MJ | Tentés | Yards | Moy. |      |
| 2021       | Eagles de Philadelphie | 1  | 6      | 252   | 42,0 |      |
| 2022       | Eagles de Philadelphie | 1  | 2      | 095   | 47,5 |      |
| Totaux NFL | Totaux NFL             | 2  | 8      | 347   | 43,4 |      |